# Michael Graziadei
Michael Graziadei (Germania, 22 settembre 1979) è un attore statunitense, nato in Germania e di chiare origini italiane, oltre che lituane.
Deve la sua fama internazionale soprattutto al ruolo di Daniel Romalotti nella celebre soap opera Febbre d'amore  (The Young and the Restless), ruolo che interpreta dal 2004 e per il quale ha ricevuto anche alcune nomination al Premio Emmy. 

È apparso inoltre in altre serie televisive (tra cui  90210   nel 2008 e American Horror Story nel 2011) ed ha avuto ruoli da protagonista in film quali  Boogeyman 2 - Il ritorno dell'uomo nero   (2007) e  Trappola in fondo al mare 2 - Il tesoro degli abissi   (2009).
È soprannominato "Grazzy", abbreviativo del suo cognome.

## Filmografia

### Cinema
- Boogeyman 2 - Il ritorno dell'uomo nero (Boogeyman 2), regia di Jeff Betancourt (2007)
- Trappola in fondo al mare 2 - Il tesoro degli abissi   (Into the Blue 2 - The Reef), regia di Stephen Herek (2009)
- The Outside, regia di Ari Davis (2009)
- The Blackout, regia di Matt Hish (2013)

### Televisione
- I Finnerty (Grounded for Life) – serie TV, episodio 4x14 (2004)
- NCIS - Unità anticrimine (NCIS) – serie TV, episodio 1x21 (2004)
- Febbre d'amore (The Young and the Restless) – soap opera, 917 puntate (2004-2013, 2016, 2022-in corso)
- Criminal Minds – serie TV, episodio 3x17 (2008)
- 90210 – serie TV, 3 episodi (2008)
- The Cleaner – serie TV, episodio 1x01 (2008)
- Castle – serie TV, episodio 1x02 (2009)
- Crash – serie TV, 3 episodi (2009)
- CSI: NY – serie TV, episodio 6x14 (2010)
- Saving Grace – serie TV, episodio 3x11 (2010)
- Miami Medical – serie TV, episodio 1x05 (2010)
- Ghost Whisperer – serie TV, episodio 5x21 (2010)
- CSI - Scena del crimine (CSI: Crime Scene Investigation) – serie TV, episodio 11x03 (2010)
- Terapia d'urto (Necessary Roughness) – serie TV, episodio 1x06 (2011)
- American Horror Story: Murder House – serie TV, 5 episodi (2011)
- The Secret Circle – serie TV, 5 episodi (2012)
- The Mob Doctor – serie TV, episodio 1x10 (2012)
- Justified – serie TV, episodio 4x03 (2013)
- The Client List - Clienti speciali (The Client List) – serie TV, episodio 2x06 (2013)
- Longmire – serie TV, episodio 2x07 (2013)
- Agents of S.H.I.E.L.D. – serie TV, episodio 1x08 (2013)
- Grimm – serie TV, episodio 3x20 (2014)
- The Lottery – serie TV, 10 episodi (2014)
- Kingdom – serie TV, 3 episodi (2015)
- Good Girls Revolt – serie TV, 5 episodi (2016)
- APB - A tutte le unità – serie TV, episodio 1x03 (2017)
- S.W.A.T. – serie TV, episodio 4x04 (2017)
- Magnum P.I - serie TV, episodio 1x03 (2018)
- True Detective – serie TV, 3 episodi (2019)
- Watchmen – miniserie TV (2019)

## Doppiatori italiani
Nelle versioni in italiano delle opere in cui ha recitato, Michael Graziadei è stato doppiato da:
- Marco Vivio in Trappola in fondo al mare 2 - Il tesoro degli Abissi, Ghost Whisperer - Presenze, Avvocato di difesa
- Marco Baroni in Justified, All Rise
- Patrizio Cigliano in Terapia d’urto
- Maurizio Fiorentini in Criminal Minds
- David Chevalier in Boogeyman 2 - Il ritorno dell’uomo nero
- Francesco Bulckaen in CSI: NY
- Andrea Mete in Castle
- Alessandro Quarta in CSI - Scena del crimine
- Giorgio Borghetti in American Horror Story: Murder House
- Marco De Risi in Febbre d’amore
- Gianluca Crisafi in NCIS: New Orleans
- Simone Crisari in Hawaii Five-0
- Emiliano Coltorti in S.W.A.T.
- Guido Di Naccio in Magnum P.I.
- Maurizio Merluzzo in 9-1-1
- Carlo Scipioni in Lucifer
- Stefano Thermes in The Premise - Questioni morali